# Левкой душистый
Левко́й души́стый (лат. Matthióla frágrans) — вид многолетних травянистых растений рода Левкой (Matthiola) семейства Капустные (Brassicaceae), произрастающих в каменистой степи, на скалистых склонах и меловых отложениях.

## Ботаническое описание
Травянистое многолетнее растение с простым или ветвистым стеблем 20—50 см высотой, имеющим войлочное опушение беловатого цвета; имеет прикорневую розетку.
Листья продолговатой формы, нижние многочисленные, сидячие, опушённые.
Лепестки 20—25 мм длиной, вдвое больше чашелистиков, жёлто-буроватые. Рыльце удлинённое коническое.
Является энтомофилом, опыляется ночными насекомыми. Цветет в мае – июне, плодоносит в июле – августе.
Плод — линейный стручок.
Число хромосом 2n=12.

## Распространение и среда обитания
Обитает на скалистых осыпях, скалах, меловых отложениях.
В России встречается в бассейне Дона, в Воронежской, Белгородской, Ростовской областях. За пределами России встречается на Украине (притоки Донца), в западных районах Казахстана.

## Охранный статус
Редкий вид. Занесён в Красные книги России и Краснодарского края. Вымирает в связи с приуроченностью к специфическим местам существования.